# Райхсмаршал
Райхсмаршал (на немски: Reichsmarschall – „имперски маршал“ или „маршал на империята“) е най-висшето военно звание в Германските въоръжени сили през Втората световна война.
Такова звание има още от Свещената Римска империя през 12 век.
По време на Германската империя през Първата световна война никой военен не получава това звание.
Херман Гьоринг е единственият човек, получил званието райхсмаршал по време на Третия райх, когато е главнокомандващ на Военновъздушните сили на Германия, за победоносното завършване на Френската кампания (19 юли 1940 година).